# Matança del temple sikh de Wisconsin
El 5 d'agost de 2012 un tiroteig massiu va tenir lloc en una gurdwara (un temple sikh) situat a Oak Creek (Wisconsin) als Estats Units d'Amèrica. Un home armat de 40 anys identificat com, Wade Michael Page, va obrir foc matant a sis persones i ferint almenys a altres tres. Set persones van morir en el lloc, incloent l'home armat. Els altres van ser traslladats a un hospital local.
Pege era un nord-americà partidari de la supremacia blanca i veterà de l'exèrcit dels Estats Units, originari de Cudahy (Wisconsin). Excepte el tirador, tots els morts eren membres de la religió sikh (sikhisme). L'incident va provocar reaccions del President Barck Obama i el primer ministre indi, Manmohan Singh. Els dignataris van assistir a vigílies amb espelmes en països com els Estats Units, Canadà i l'Índia. La primera dama dels EUA, Michelle Obama va visitar el temple el 23 d'agost de 2012.

## Incident
Arran de diverses trucades als serveis d'emergència al voltant de les 10:25 AM (UTC) del diumenge 5 d'agost de 2012, la policia va respondre a un incident en un temple sikh situat a Oak Creek (Wisconsin). A la seva arribada es van enfrontar a un home armat, més tard identificat com, Wade Michael Page de 40 anys, que havia disparat contra diverses persones en el temple. Quatre persones van morir a l'interior del temple i tres persones entre elles el sospitós, van morir fora del temple. Page va ser ferit per un oficial amb un tret a l'estómac, a continuació es va suïcidar disparant-se un tret al cap. Page va matar a cinc homes i una dona, d'edats de 39 a 84 anys. Tres homes adults van ser traslladats a l'hospital de Froedtert, incloent un dels policies.
L'FBI es va fer càrrec de la recerca. La policia i els funcionaris federals van evacuar als veïns del sospitós en les rodalies de Cudahy, per executar una ordre federal de registre.

## Víctimes
De les 6 víctimes mortals, una era de sexe femení i cinc eren de sexe masculí. Quatre de les víctimes eren ciutadans indis, mentre que la resta eren ciutadans nord-americans d'origen indi.
- Paramjit Kaur, de 41 anys
- Satwant Singh kaleka, de 65 anys, fundador de la gurdwara sikh.
- Prakash Singh, de 39 anys, un assistent de sacerdot
- Situada Singh, de 41 anys
- Ranjit Singh, de 49 anys
- Suveg Singh, de 84 anys

Entre els ferits estava el tinent Brian Murphy, que va rebre quinze trets a curta distància, varis d'ells en la seva armilla antibales i un en el coll. Va ser donat d'alta de l'hospital el 22 d'agost de 2012. Un grup sikh amb seu a Nova York, va prometre un premi de 10.000 dòlars a Murphy. Dos residents sikh de Yuba City, Califòrnia van donar altres 100.000 dòlars a l'oficial Murphy pel seu acte heroic i valentia.

## Reaccions
El president Barack Obama va emetre una declaració en la qual va oferir les seves condolences i va subratllar "el molt que la comunitat sikh ha enriquit el país, que és part de la gran família nord-americana". El governador de Wisconsin Scott Walker i altres funcionaris també van emetre declaracions de solidaritat amb les víctimes del tiroteig.